# Discografia lui Gică Cristea
Discografia acordeonistului Gică Cristea însumează numeroase apariții discografice (viniluri, casete audio, CD-uri) ce conțin înregistrări efectuate în perioada 1974-1987, la casa de discuri Electrecord și la Radiodifuziunea Română.

## Discuri Electrecord
| An   | Număr de catalog | Format           | Piese | Acompaniament |
| ---- | ---------------- | ---------------- | --- | --- |
| 1974 | EPC 10.416       | vinil, EP, 17 cm | 1. Joc de la munte 2. Brâul de la Comarnic 3. Sârba de la Bradu 4. Joc țărănesc 5. Hora de la Costești 6. Joc de la Zmeieni | Orchestra de muzică populară Radio Dirijori : Radu Voinescu (1-3), Constantin Mirea (4), Ionel Banu (5,6)                                                                                            |
| 1974 | EPC 10.614       | vinil, EP, 17 cm | 1. Hora de la Mărgineni 2. Sârbă de la Suseni 3. Cântec de ascultare 4. Hora de la Titu | orchestra Constantin Mirea |
| 1983 | ST-EPE 02416     | vinil, LP, 30 cm | 1. Hora de la Ștefănești 2. Cântec de ascultare 3. Hora de la Sinești 4. Laie Chioru' 5. Păcat de dragostea mea 6. Brâu muntenesc 7. Țuiculiță de Pitești 8. Geamparalele 9. Joc muntenesc 10. Sârba de la Afumați 11. Brâu pe șase | orchestra Paraschiv Oprea |
| 1987 | ST-EPE 03219     | vinil, LP, 30 cm | 1. Pădurice verde 2. Hora miresei 3. Sârba de la Țuțulești 4. Mândrele 5. Sârba de la Niculești 6. Jianul 7. Balada lui Corbea 8. Sârba de la Budești 9. Joc muntenesc 10. Hora de la Sintești 11. Voinicul străin | orchestra Ion Albeșteanu |
| 2010 | EDC 980          | compact disc     | 1. Sârba de la Bradu 2. Hora de la Mărgineni 3. Cântec de ascultare 4. Brâul de la Comarnic 5. Joc țărănesc 6. Sârbă de la Suseni 7. Hora de la Titu 8. Joc de la Zmeieni 9. Geamparalele 10. Hora de la Costești 11. Mândrele 12. Joc de la munte 13. Brâul pe șase 14. Păcat de dragostea mea 15. Sârba de la Țuțulești 16. Jianul 17. Hora de la Ștefănești 18. Sârba de la Afumați 19. Joc muntenesc 20. Pădurice verde 21. Sârba de la Niculești 22. Hora de la Sinești 23. Brâu muntenesc 24. Hora miresii 25. Sârba de la Budești 26. Hora de la Sintești 27. Țuiculiță de Pitești | orchestra Radu Voinescu (1,4,12) orchestra Constantin Mirea (2,5-7) orchestra Ionel Banu (8,10) orchestra Paraschiv Oprea (3,9,13,14,17,18,22,23,27) orchestra Ion Albeșteanu (11,15,16,19-21,24-26) |